# Dilmar Dal Bosco
Dilmar Dal Bosco (Galvão), é um político brasileiro, filiado ao UNIÃO. Nas eleições de 2022, foi eleito deputado estadual pelo MT.